# Wiktoria Pikulik
Wiktoria Pikulik, née le 15 juin 1998 à Skarżysko-Kamienna est une coureuse cycliste polonaise, spécialiste de la piste.

## Biographie
Sa sœur ainée Daria est également coureuse cycliste, elles ont participé ensemble aux Jeux olympiques 2020 de Tokyo.

## Palmarès sur piste

### Jeux olympiques
- Tokyo 2020
  - 6e de la course à l'américaine (avec Daria Pikulik)[2]
- Paris 2024
  - 7e de la course à l'américaine

### Championnats du monde
| Édition / Épreuve    | Poursuite individuelle | Poursuite par équipes | Course aux points | Américaine | Omnium |
| Aigle 2016 (juniors) |                        |                       | Bronze            |            |        |
| Apeldoorn 2018       |                        | 8e                    |                   | 14e        |        |
| Pruszków 2019        |                        |                       |                   | 8e         |        |
| Roubaix 2021         |                        | 7e                    |                   |            |        |

### Coupe des nations
- 2021
  - 1re de l'américaine à Cali (avec Daria Pikulik)
  - 2e de la poursuite par équipes à Cali (avec Daria Pikulik)

### Championnats d'Europe
| Édition / Épreuve                 | Poursuite par équipes | Course aux points | Américaine | Scratch | Omnium |
| Montichiari 2016 (juniors)        |                       |                   |            | Bronze  |        |
| Anadia 2017 (espoirs)             | Argent                |                   |            |         |        |
| Gand 2019 (espoirs)               |                       | Argent            | Argent     |         |        |
| Fiorenzuola d'Arda 2020 (espoirs) | Bronze                |                   | Bronze     |         | Argent |
| Granges 2023                      | 7e                    |                   | 6e         |         |        |

### Championnats nationaux
- 2018
  - 2e du scratch
  - 2e de l'américaine
- 2019
  -  Championne de Pologne de poursuite par équipes
  -  Championne de Pologne d'omnium espoirs
  -  Championne de Pologne de course à l'américaine espoirs
- 2020
  - 2e de la course aux points
- 2022
  -  Championne de Pologne de poursuite par équipes
  -  Championne de Pologne de course aux points

### Autres
- 2016
  - 2e à Aigle (course aux points)
- 2018
  - 4 Jours de Genève (avec Daria Pikulik)

## Palmarès sur route

### Par années
- 2016
  -  Championne de Pologne du contre-la-montre juniors
- 2022
  -  Championne de Pologne sur route

### Classements mondiaux
| Année                                 | 2018 | 2019 | 2020 | 2021 | 2022 | 2023 |
| ------------------------------------- | ---- | ---- | ---- | ---- | ---- | ---- |
| Classement UCI                        | 721e | nc   | 788e | nc   | 266e | 641e |
|                                       |      |      |      |      |      |      |
| Légende : nc = non classéSource : UCI |      |      |      |      |      |      |